# Памятники истории и культуры Костаная
Памятники истории и культуры местного значения города Костанай — отдельные постройки, здания и сооружения, некрополи, произведения монументального искусства, памятники археологии, включенные в Государственный список памятников истории и культуры местного значения Костанай. Списки памятников истории и культуры местного значения утверждаются исполнительным органом региона по представлению уполномоченного органа по охране и использованию историко-культурного наследия.
В Государственном списке памятников истории и культуры местного значения города в редакции постановления акимата Костанайской области от 31 марта 2020 года числились 47 наименования.

## Список памятников

### Градостроительство и архитектура
| Номер в списке | Название                                                                                       | Изображение             | Годы постройки             | Местоположение                         | Пр.           |
| -------------- | ---------------------------------------------------------------------------------------------- | ----------------------- | -------------------------- | -------------------------------------- | ------------- |
| 1082           | Бывший «Народный дом»                                                                          | Бывший «Народный дом»   | конец XIX века             | проспект Аль-Фараби, 60                | [ 3 ] [ 4 ]   |
| 1083           | Дом купца Каргина                                                                              | Дом купца Каргина       | конец ХIX — начало XX века | проспект Аль-Фараби, 71                | [ 5 ]         |
| 1084           | Дом купца Давлеткадиева                                                                        |                         | конец ХIX — начало XX века | улица И. Алтынсарина, 126              | [ 6 ]         |
| 1085           | Дом купца Сенокосова                                                                           | Дом купца Сенокосова    | конец ХIX — начало XX века | улица И. Алтынсарина, 128              | [ 7 ] [ 8 ]   |
| 1086           | Дом купца Воищева                                                                              |                         | конец ХIX — начало XX века | улица А. Байтурсынова, 68              | [ 9 ] [ 10 ]  |
| 1087           | Дом купца Воронова                                                                             |                         | конец ХIX — начало XX века | улица А. Касымканова, 74               | [ 11 ]        |
| 1088           | Дом купца Кияткина                                                                             |                         | конец XIX — начало XX века | улица Л. Толстого, 40                  | [ 12 ] [ 13 ] |
| 1089           | Дом купца Лореца                                                                               |                         | конец XIX века             | улица М. Дулатова, 68                  | [ 14 ]        |
| 1090           | Дом промышленника Столя                                                                        | Дом промышленника Столя | конец ХIX — начало XX века | улица А. Касымканова, 26               | [ 15 ] [ 16 ] |
| 1091           | Мусульманская мечеть                                                                           |                         | 1893 год                   | проспект Аль-Фараби, 44                | [ 17 ]        |
| 1092           | Частный кинематограф «Фурор»                                                                   |                         | конец XIX века             | улица С. Баймагамбетова, 191           | [ 18 ]        |
| 1093           | Пассаж купцов Яушевых                                                                          | Пассаж купцов Яушевых   | конец ХIX — начало XX века | улица И. Алтынсарина, 115              | [ 19 ] [ 20 ] |
| 1094           | Здание магазина «Мысль»                                                                        |                         | конец ХIX — начало XX века | улица И. Алтынсарина, 113              | [ 21 ]        |
| 1095           | Переселенческое управление                                                                     |                         | конец ХIX — начало XX века | улица И. Алтынсарина, 124              | [ 22 ]        |
| 1096           | Пивоваренный завод купца Лореца                                                                |                         | конец ХIX — начало XX века | улица Г. Каирбекова, 238               | [ 23 ] [ 24 ] |
| 1097           | Нормативно-исследовательская станция                                                           |                         | конец ХIX — начало XX века | улица М. Дулатова, 94а                 | [ 25 ]        |
| 1098           | Городская гимназия                                                                             |                         | конец ХIX — начало XX века | улица Г. Каирбекова, 75                | [ 26 ]        |
| 1099           | Бывший дом директора гимназии                                                                  |                         | конец ХIX — начало XX века | улица Г. Каирбекова, 75/1              | [ 27 ]        |
| 1100           | Водонапорная башня                                                                             |                         | 1913 год                   | на территории железнодорожного вокзала | [ 28 ]        |
| 1101           | Высшее начальное училище                                                                       |                         | начало XX века             | улица А. Байтурсынова, 51              | [ 29 ]        |
| 1102           | Реальное училище                                                                               |                         | начало XX века             | проспект Аль-Фараби, 109               | [ 30 ]        |
| 1103           | Здание детской музыкальной школы                                                               |                         | начало XX века             | улица О. Козыбаева, 37                 | [ 31 ]        |
| 1104           | Здание городского казначейства                                                                 |                         | начало XX века             | улица А. Байтурсынова, 73              | [ 32 ]        |
| 1105           | Здание первой городской аптеки                                                                 |                         | 1914год                    | улица Шаяхметова, 87                   | [ 33 ]        |
| 1106           | Жилой дом                                                                                      |                         | начало XX века             | улица Набережная, 9                    | [ 34 ]        |
| 1108           | Жилой дом                                                                                      |                         | начало XX века             | улица Л. Толстого, 66                  | [ 36 ]        |
| 1109           | Здание облисполкома                                                                            |                         | 30-е годы XX века          | улица А. Байтурсынова, 47              | [ 37 ] [ 38 ] |
| 1110           | Здание железнодорожного вокзала                                                                |                         | 1974 год                   | улица Перронная, 7                     | [ 39 ]        |
| 1111           | Здание первой земской больницы в годы Великой Отечественной войны госпиталь № 3597             |                         | 1913 год                   | улица 1 Мая, 151                       | [ 40 ]        |
| 1112           | Вечерняя школа № 1 в годы Великой Отечественной войны госпиталь № 2445                         |                         | 30-е годы XX века          | улица Тауелсыздык, 114                 | [ 41 ]        |
| 1113           | Государственная начальная школа в годы Великой Отечественной войны госпиталь № 3598            |                         | конец ХIX — начало XX века | проспект Нурсултана Назарбаева, 68     | [ 42 ]        |
| 1114           | Здание уездной полиции 1912 года постройки в годы Великой Отечественной войны госпиталь № 2446 |                         | 1912 год                   | улица А. Пушкина, 33                   | [ 43 ]        |

### Сооружение монументального искусства
| Номер в списке | Название                                                                                             | Изображение | Годы постройки | Местоположение                                                               | Пр.           |
| -------------- | --- | ----------- | -------------- | ---------------------------------------------------------------------------- | ------------- |
| 1115           | «Красная стена» — место расстрела красных партизан, участников Кустанайского крестьянского восстания |             | 1919 год       | улица И. Алтынсарина, 115                                                    | [ 44 ]        |
| 1116           | Памятник «Кустанайцам, погибшим в годы Гражданской войны»                                            |             | 1993 год       | улица И. Алтынсарина, 115                                                    |               |
| 1117           | Братская могила Героев Гражданской войны                                                             |             | 1919 год       | Парк Победы                                                                  |               |
| 1118           | Памятник Владимиру Ильичу Ленину                                                                     |             | 1967 год       | Парк Победы                                                                  |               |
| 1119           | Мемориал «Погибшим в годы Великой Отечественной войны»                                               |             | 1975 год       | Парк Победы                                                                  |               |
| 1120           | Памятник на могиле Дважды Героя Советского Союза Ивана Фомича Павлова                                |             | 1950 год       | Парк Победы                                                                  |               |
| 1121           | Могила Героя Советского Союза Леонида Николаевича Макерова                                           |             | 1954 год       | Парк Победы                                                                  |               |
| 1122           | Могила Героя Советского Союза Михаила Васильевича Карачева                                           |             | 1958 год       | Наримановское кладбище, № 4388                                               |               |
| 1123           | Памятник «Паровоз», доставивший первый эшелон с первоцелинниками в 1954 году                         |             | 1980 год       | на территории железнодорожного вокзала                                       | [ 45 ] [ 46 ] |
| 1124           | Монумент «Покорителям целины»                                                                        |             | 1984 год       | площадь Целинников                                                           | [ 47 ]        |
| 1125           | Бюст Амангельды Иманова                                                                              |             | 1986 год       | на пересечении улиц Амангельды — С. Баймагамбетова                           |               |
| 1126           | Памятник Беимбету Майлину                                                                            |             | 1994 год       | привокзальная площадь                                                        |               |
| 1127           | Памятник Ахмету Байтурсынову                                                                         |             | 2000 год       | на площади Костанайского государственного университета имени А. Байтурсынова |               |
| 1128           | Памятник Казыбек би                                                                                  |             | 2007 год       | улица А. Пушкина, 100/1                                                      |               |